# Масаско (Ђенова)
Масаско је насеље у Италији у округу Ђенова, региону Лигурија.
Према процени из 2011. у насељу је живело 78 становника. Насеље се налази на надморској висини од 162 м.